# Каимбе
Каимбе (Kaimbé) — мёртвый неклассифицированный индейский язык, на котором раньше говорил народ каимбе, который проживает в штате Баия на востоке Бразилии. В 1986 году организация SIL International насчитывала от 1100 до 1400 человек. Язык едва ли свидетельствует о себе; в 1961 году один старейшина был в состоянии вспомнить несколько слов из каимбе, смешанных с языком кирири. В настоящее время население говорит на португальском языке.